# Okello Oculi
Okello Oculi (* 1942 im Bezirk Dokolo der Provinz Lango im Norden Ugandas; † 26. Juli 2025 in Abuja, Nigeria) war ein ugandischer Schriftsteller. Oculi dokumentierte in seinen Werken das ländliche Leben in Afrika, er verwendete hierzu authentische Gesprächsinhalte, Sprichwörter und Volksweisheiten.
Er sprach sich in seinen Werken für afrikanische Werte aus und verurteilte die Imitation Europas.
Okello Oculi studierte von 1963 bis 1967 an der Makerere-Universität in Kampala (B.A.), dort gab er auch die Zeitschrift The Makererean heraus. Er war 1964/65 Austauschstudent an der Stanford University. An der University of Essex in England (1967/68) erwarb er den Titel Master of Arts mit A Theory of Secession. Dort schrieb er auch den Roman Prostitute (1968), worin er die Lage der entwurzelten Landbewohner, die den Verlockungen der Stadt gefolgt waren, beschrieb. Ebenfalls 1968 veröffentlichte er Orphan, eine dramatische Erzählung in freien Versen über das moderne, urbane Afrika.
Von 1972 bis 1977 studierte er an der University of Wisconsin (Ph. D. in Politikwissenschaft).
Von 1977 bis 1990 lehrte er Politikwissenschaft an der Ahmadu Bello University in Zaria, Nigeria.

## Werke
- Kanti Riti (1974)
- Malak (1977)
- Kookolem (1978)
- Discourses on African Affairs: Directions and Destinies for the 21st Century, Africa World Press (Dez. 1999)
- Song for the Sun in Us (Poets of Africa), zusammen mit Janet Stuart, East African Educational Publishers Ltd, Kenya (Januar 2006)